# Совхоз «Победа»
Совхоз «Победа» — село в Жуковском районе Калужской области, административный центр сельского поселения «Совхоз Победа».

## География
Расположена на севере Калужской области, на берегу реки Истьи, на административной границе Жуковского и Боровского районов, в 3 километрах от федеральных автодорог М-3 «Украина» и А-108. Рядом населённые пункты: Машково, Пионерлагерь Метростроя, Тайдашево, Парк Птиц. 

## Климат
Умеренно-континентальный с выраженными сезонами года: умеренно жаркое и влажное лето, умеренно холодная зима с устойчивым снежным покровом. Средняя температура июля +18 °C, января −9 °C. Теплый период длится в среднем около 220 дней.

## Население
| 2002 | 2010 |
| ---- | ---- |
| 483  | ↗492 |

## История
Возникло из свиноводческого совхоза, основанного в советское время.

### Публицистика
- Романова Т. В. Так освобождалась Калужская земля: «Первыми ласточками» стали Тарусский и Жуковский районы. // Весть : газета. — 2012. — 18 января.